# Нафтовий збірний пункт
Нафтовий збірний пункт (рос. нефтяной сборный пункт; англ. oil gathering point; нім. Erdölsammelpunkt m, Erdölsammelstation f) — комплекс споруд, призначений для збирання і промислової обробки продукції нафтових свердловин Н.з.п. забезпечує підготовку нафти і газу до транспортування, а також зберігання нафти і очищення пластової води.
До складу Н.з.п. входять установка сепарування, зневоднення і знесолення нафти, очищення пластових вод, осушування і очищення газу, резервуарні парки, насосні станції, газокомпресорні станції, система технологічних трубопроводів, факельна система, об'єкти енерго- і водопостачання та ін.